# Rusty Young
Rusty Young, nome artístico de Norman Russel Young (Long Beach, Califórnia, 23 de fevereiro de 1946 – Davisville, 14 de abril de 2021) foi um guitarrista, vocalista e compositor americano, conhecido como líder da banda de country rock Poco. 
Criado no Colorado, Rusty começou tocando steel guitar aos 6 anos de idade, continuando a praticar e estudar as técnicas do instrumento durante seus anos escolares. No final da década de 1960, tornou-se agenciador de turnês do Buffalo Springfield, onde teve chance de mostrar seus conhecimentos na steel guitar, gravando com eles a canção "Kind Woman". Com o fim da banda, formou o Poco em 1968.
Young morreu em 14 de abril de 2021 em Davisville, aos 75 anos de idade, de ataque cardíaco.